# Stora Skåltjärnen (Voxna socken, Hälsingland)
Stora Skåltjärnen är en sjö i Ovanåkers kommun i Hälsingland och ingår i Ljusnans huvudavrinningsområde.